# Brad Gilbert
Bradley N. „Brad” Gilbert (ur. 9 sierpnia 1961 w Oakland) – amerykański tenisista i trener tenisa, komentator tenisowy, zdobywca Pucharu Davisa, brązowy medalista igrzysk olimpijskich w Seulu (1988) w grze pojedynczej.

## Kariera tenisowa
W 1981 występował w amerykańskim zespole w zawodach Junior Davis Cup. W tym samym roku zdobył złoty medal w deblu na Olimpiadzie Machabejskiej.
Jako zawodowy tenisista występował w latach 1982–1995.
Startując w turniejach singlowych osiągnął 40 finałów rangi ATP World Tour, odnosząc 20 zwycięstw. Jest 2–krotnym ćwierćfinalistą imprez wielkoszlemowych, US Open 1987 i Wimbledonu 1990. W roku 1990 doszedł do finału Pucharu Wielkiego Szlema, gdzie przegrał z Pete’em Samprasem.
W grze podwójnej Gilbert wygrał 3 turnieje ATP World Tour oraz przegrał 3 finały.
Amerykanin zdobył w 1988 brązowy medal podczas igrzysk olimpijskich w Seulu. Mecz o udział w finale zakończył się porażką Gilberta 4:6, 4:6, 3:6 z Timem Mayotte.
Reprezentował Stany Zjednoczone w Pucharze Davisa w meczach singlowych odnosząc 10 triumfów na 15 rozegranych meczów. W 1991 roku przyczynił się do wygrania trofeum przez drużynę amerykańską, występując w 1 rundzie i ćwierćfinale przeciwko Meksykowi i Czechosłowacji. W półfinale i finale nie zagrał.
Brad Gilbert prezentował defensywny styl gry. Dysponował mocnym serwisem oraz efektownym i trudnym do odbicia dla rywali bekhendem. Skupiał się na przebijaniu piłki  i wyczekiwaniu na błąd przeciwnika.
W rankingu gry pojedynczej najwyżej był na 4. miejscu (1 stycznia 1990), a w klasyfikacji gry podwójnej na 18. pozycji (29 września 1986).

### Finały w turniejach ATP World Tour
| Legenda                                      |
| -------------------------------------------- |
| Wielki Szlem                                 |
| Igrzyska olimpijskie                         |
| Tennis Masters Cup / ATP Finals              |
| ATP Masters Series / ATP Tour Masters 1000   |
| ATP International Series Gold / ATP Tour 500 |
| ATP International Series / ATP Tour 250      |

#### Gra pojedyncza (20–20)
| Końcowy wynik | Nr  | Data | Turniej           | Nawierzchnia    | Przeciwnik           | Wynik finału            |
| ------------- | --- | ---- | ----------------- | --------------- | -------------------- | ----------------------- |
| Zwycięzca     | 1.  | 1982 | Tajpej            | Dywanowa (hala) | Craig Wittus         | 6:1, 6:4                |
| Zwycięzca     | 2.  | 1984 | Columbus          | Twarda          | Henry Pfister        | 6:3, 2:6, 6:3           |
| Finalista     | 1.  | 1984 | San Francisco     | Dywanowa (hala) | John McEnroe         | 4:6, 4:6                |
| Zwycięzca     | 3.  | 1984 | Tajpej            | Dywanowa (hala) | Wally Masur          | 6:3, 6:3                |
| Zwycięzca     | 4.  | 1985 | Livingston        | Twarda          | Brian Teacher        | 4:6, 7:5, 6:0           |
| Zwycięzca     | 5.  | 1985 | Cleveland         | Twarda          | Brad Drewett         | 6:3, 6:2                |
| Finalista     | 2.  | 1985 | Stuttgart         | Ceglana         | Ivan Lendl           | 4:6, 0:6                |
| Finalista     | 3.  | 1985 | Johannesburg      | Twarda          | Matt Anger           | 4:6, 6:3, 3:6, 2:6      |
| Zwycięzca     | 6.  | 1985 | Tel Awiw-Jafa     | Twarda          | Amos Mansdorf        | 6:3, 6:2                |
| Zwycięzca     | 7.  | 1986 | Memphis           | Dywanowa (hala) | Stefan Edberg        | 7:5, 7:6                |
| Zwycięzca     | 8.  | 1986 | Livingston        | Twarda          | Mike Leach           | 6:2, 6:2                |
| Zwycięzca     | 9.  | 1986 | Tel Awiw-Jafa     | Twarda          | Aaron Krickstein     | 7:5, 6:2                |
| Zwycięzca     | 10. | 1986 | Wiedeń            | Twarda (hala)   | Karel Nováček        | 3:6, 6:3, 7:5, 6:0      |
| Finalista     | 4.  | 1987 | Waszyngton        | Twarda          | Ivan Lendl           | 1:6, 0:6                |
| Zwycięzca     | 11. | 1987 | Scottsdale        | Twarda          | Eliot Teltscher      | 6:2, 6:2                |
| Finalista     | 5.  | 1987 | Tel Awiw-Jafa     | Twarda          | Amos Mansdorf        | 6:3, 3:6, 4:6           |
| Finalista     | 6.  | 1987 | Paryż             | Twarda (hala)   | Tim Mayotte          | 6:2, 3:6, 5:7, 7:6, 3:6 |
| Finalista     | 7.  | 1987 | Johannesburg      | Twarda (hala)   | Pat Cash             | 6:7, 6:4 6:2, 0:6, 1:6  |
| Zwycięzca     | 12. | 1988 | Tel Awiw-Jafa     | Twarda          | Aaron Krickstein     | 4:6, 7:6, 6:2           |
| Finalista     | 8.  | 1988 | Paryż             | Twarda (hala)   | Amos Mansdorf        | 3:6, 2:6, 3:6           |
| Zwycięzca     | 13. | 1989 | Memphis           | Twarda (hala)   | Johan Kriek          | 6:2, 6:2, krecz         |
| Finalista     | 9.  | 1989 | Dallas WCT        | Dywanowa (hala) | John McEnroe         | 3:6, 3:6, 6:7           |
| Finalista     | 10. | 1989 | Waszyngton        | Twarda          | Tim Mayotte          | 6:3, 4:6, 5:7           |
| Zwycięzca     | 14. | 1989 | Stratton Mountain | Twarda          | Jim Pugh             | 7:5, 6:0                |
| Zwycięzca     | 15. | 1989 | Livingston        | Twarda          | Jason Stoltenberg    | 6:4, 6:4                |
| Zwycięzca     | 16. | 1989 | Cincinnati        | Twarda          | Stefan Edberg        | 6:4, 2:6, 7:6           |
| Zwycięzca     | 17. | 1989 | San Francisco     | Dywanowa (hala) | Anders Järryd        | 7:5, 6:2                |
| Finalista     | 11. | 1989 | Orlando           | Twarda          | Andre Agassi         | 2:6, 1:6                |
| Zwycięzca     | 18. | 1990 | Rotterdam         | Dywanowa (hala) | Jonas Svensson       | 6:1, 6:3                |
| Zwycięzca     | 19. | 1990 | Orlando           | Twarda          | Christo Van Rensburg | 6:2, 6:1                |
| Finalista     | 12. | 1990 | Cincinnati        | Twarda          | Stefan Edberg        | 1:6, 1:6                |
| Zwycięzca     | 20. | 1990 | Brisbane          | Twarda          | Aaron Krickstein     | 6:3, 6:1                |
| Finalista     | 13. | 1990 | Monachium         | Dywanowa (hala) | Pete Sampras         | 3:6, 4:6, 2:6           |
| Finalista     | 14. | 1991 | San Francisco     | Dywanowa (hala) | Darren Cahill        | 2:6, 6:3, 4:6           |
| Finalista     | 15. | 1991 | Los Angeles       | Twarda          | Pete Sampras         | 2:6, 7:6(5), 3:6        |
| Finalista     | 16. | 1991 | Sydney            | Twarda (hala)   | Stefan Edberg        | 2:6, 2:6, 2:6           |
| Finalista     | 17. | 1992 | Scottsdale        | Twarda          | Stefano Pescosolido  | 0:6, 6:1, 4:6           |
| Finalista     | 18. | 1993 | San Francisco     | Twarda (hala)   | Andre Agassi         | 2:6, 7:6(4), 2:6        |
| Finalista     | 19. | 1993 | Tokio             | Twarda          | Pete Sampras         | 2:6, 2:6, 2:6           |
| Finalista     | 20. | 1994 | Memphis           | Twarda (hala)   | Todd Martin          | 4:6, 5:7                |

#### Gra podwójna (3–3)
| Końcowy wynik | Nr | Data | Turniej       | Nawierzchnia    | Partner              | Przeciwnicy                         | Wynik finału  |
| ------------- | -- | ---- | ------------- | --------------- | -------------------- | ----------------------------------- | ------------- |
| Finalista     | 1. | 1985 | San Francisco | Dywanowa (hala) | Sandy Mayer          | Paul Annacone Christo Van Rensburg  | 6:3, 3:6, 4:6 |
| Zwycięzca     | 1. | 1985 | Tel Awiw-Jafa | Twarda          | Ilie Năstase         | Michael Robertson Florin Segărceanu | 6:3, 6:2      |
| Zwycięzca     | 2. | 1986 | Boca West     | Twarda          | Vincent Van Patten   | Stefan Edberg Anders Järryd         | walkower      |
| Finalista     | 2. | 1986 | Wiedeń        | Twarda (hala)   | Slobodan Živojinović | Ricardo Acioly Wojciech Fibak       | walkower      |
| Finalista     | 3. | 1987 | Los Angeles   | Twarda          | Tim Wilkison         | Kevin Curren David Pate             | 3:6, 4:6      |
| Zwycięzca     | 3. | 1992 | Hongkong      | Twarda          | Jim Grabb            | Byron Black Byron Talbot            | 6:2, 6:1      |

## Kariera trenerska i komentatorska
Po zakończeniu kariery zajął się pracą trenerską. Przez 8 lat, między rokiem 1994 a 2002, był szkoleniowcem Andre Agassiego. W latach 2003–2004 pracował z Andym Roddickiem. Potem Gilbert prowadził karierę Andy’ego Murraya, w sezonach 2006 i 2007. W sezonie 2007 trenował Alexa Bogdanovicia, a w 2011 Kei Nishikoriego. W roku 2012 przez krótki czas pracował wspólnie z Samem Querreyem.
Gilbert jest również ekspertem i komentatorem tenisowym dla stacji ESPN.